# Jorge Guerricaechevarría
Jorge Guerricaechevarría (Avilés, 1965. július 10. –) többszörös Goya-díjas spanyol forgatókönyvíró.
Pályafutása során gyakran dolgozik együtt Álex de la Iglesia és Daniel Monzón filmrendezőkkel. Hat alkalommal jelölték Goya-díjra: Monzón 211-es cella (2009) című rendezésével a legjobb adaptált forgatókönyv kategóriában vehette át azt. Második hasonló kitüntetését is Monzónnal közösen szerezte meg, a rendező A határ törvényei (2021) című akcióthrillerével. 
A filmezés mellett a 30 ezüst című misztikus horrorsorozat forgatókönyvírója volt.

## Filmográfia

### Film
| Év   | Magyar cím                        | Eredeti cím                               | Társrendező              |
| ---- | --------------------------------- | ----------------------------------------- | ------------------------ |
| 1993 | Mutáns akció                      | Acción mutante                            | Alex de la Iglesia (1.)  |
| 1995 | A Fenevad napja                   | El día de la bestia                       | Alex de la Iglesia (2.)  |
| 1997 | Eleven hús                        | Carne trémula                             | Pedro Almodóvar          |
| 1997 | Eleven hús                        | Carne trémula                             | Ray Loriga               |
| 1997 | Démoni szeretők                   | Perdita Durango                           | Barry Gifford            |
| 1997 | Démoni szeretők                   | Perdita Durango                           | David Trueba             |
| 1997 | Démoni szeretők                   | Perdita Durango                           | Alex De la Iglesia (3.)  |
| 1999 | A nevetés halála                  | Muertos de risa                           | Alex de la Iglesia (4.)  |
| 2000 | A lakóközösség                    | La comunidad                              | Alex de la Iglesia (5.)  |
| 2001 | Minden a pénz körül forog         | Juego de Luna                             | Monica Laguna            |
| 2002 |                                   | Nos miran                                 | –                        |
| 2002 | Minden idők legnagyobb képrablása | El robo más grande jamás contado          | Daniel Monzón (1.)       |
| 2002 | 800 golyó                         | 800 balas                                 | Alex de la Iglesia (6.)  |
| 2003 |                                   | Platillos Volantes                        | Óscar Aibar              |
| 2004 | Elszabott frigy                   | Crimen Ferpecto                           | Alex De la Iglesia (7.)  |
| 2006 | Gyilkos labirintus                | The Kovak Box                             | Daniel Monzón (2.)       |
| 2008 | Oxfordi gyilkosok                 | The Oxford Murders                        | Alex De la Iglesia (8.)  |
| 2009 | 2011-es cella                     | Cell 211                                  | Daniel Monzón (3.)       |
| 2012 | A vég                             | Fin                                       | Sergio G. Sánchez        |
| 2013 | Bűbáj és kéjelgés                 | Las brujas de Zugarramurdi                | Alex De la Iglesia (9.)  |
| 2014 | El Nino – A kölyök                | El Niño                                   | Daniel Monzón (4.)       |
| 2014 |                                   | Words with Gods (The Confession szegmens) | Alex De la Iglesia (10.) |
| 2015 | Micsoda spanyol éjszaka!          | Mi gran noche                             | Alex De la Iglesia (11.) |
| 2016 | Száz év megbocsájtás              | Cien años de perdón                       | –                        |
| 2017 |                                   | El bar                                    | Alex De la Iglesia (12.) |
| 2017 |                                   | Perfectos desconocidos                    | Alex De la Iglesia (13.) |
| 2018 |                                   | El cuaderno de Sara                       | –                        |
| 2018 |                                   | El Aviso                                  | Chris Sparling           |
| 2018 |                                   | Yucatán                                   | Daniel Monzón (5.)       |
| 2019 | Szemet szemért – A múlt árnyai    | Quien a hierro mata                       | Juan Galiñanes           |
| 2020 | Az égre törő                      | Hasta el cielo                            | –                        |
| 2021 | A határ törvényei                 | Las leyes de la frontera                  | Daniel Monzón (6.)       |
| 2021 |                                   | Veneciafrenia                             | Alex De la Iglesia (14.) |
| 2022 | Kódnév: Császár                   | Código Emperador                          | –                        |
| 2022 | A negyedik utas                   | El cuarto pasajero                        | Alex De la Iglesia (15.) |
| 2023 | A halál nővére                    | Hermana Muerte                            | Paco Plaza               |

### Televízió
| Év        | Magyar cím               | Eredeti cím                                      | Megjegyzések                                                               |
| --------- | ------------------------ | ------------------------------------------------ | -------------------------------------------------------------------------- |
| 1995      |                          | Canguros                                         | 1 epizód                                                                   |
| 1997      |                          | La casa de los líos                              | 2 epizód                                                                   |
| 1998      |                          | Una de dos                                       | 1 epizód                                                                   |
| 2006      |                          | Películas para no dormir: La habitación del niño | tévéfilm társíró: Alex de la Iglesia                                       |
| 2008–2009 |                          | Pluto B.R.B Nero                                 | 16 epizód                                                                  |
| 2009      |                          | Psiquiatras, psicólogos y otros enfermos         | tévéfilm                                                                   |
| 2011      |                          | Alakrana                                         | minisorozat (2 epizód)                                                     |
| 2020      |                          | Desparaecidos                                    | 29 epizód                                                                  |
| 2020–     | 30 ezüst                 | 30 Coins                                         | 16 epizód vezető producer                                                  |
| 2023      | Az égre törő – A sorozat | Hasta el cielo: La serie                         | 7 epizód                                                                   |
| 2024      | Galicia bandái           | Clanes                                           | 7 epizód                                                                   |
| 2024      | 1992                     | 1992                                             | minisorozat (6 epizód) sorozat megalkotója (Alex de la Iglesiával közösen) |

## Díjak és jelölések
Goya-díj
| Év   | Kategória                     | Jelölt                      | Eredmény | Ref.   |
| ---- | ----------------------------- | --------------------------- | -------- | ------ |
| 1996 | legjobb eredeti forgatókönyv  | A Fenevad napja (1995)      | Jelölve  | [ 4 ]  |
| 2001 | legjobb eredeti forgatókönyv  | A lakóközösség (2000)       | Jelölve  | [ 5 ]  |
| 2009 | legjobb adaptált forgatókönyv | Oxfordi gyilkosok (2008)    | Jelölve  | [ 6 ]  |
| 2010 | legjobb adaptált forgatókönyv | 211-es cella (2009)         | Elnyerte | [ 7 ]  |
| 2013 | legjobb adaptált forgatókönyv | A vég (2012)                | Jelölve  | [ 8 ]  |
| 2015 | legjobb eredeti forgatókönyv  | El Nino – A kölyök (2014)   | Jelölve  | [ 9 ]  |
| 2017 | legjobb eredeti forgatókönyv  | Száz év megbocsájtás (2016) | Jelölve  | [ 10 ] |
| 2022 | legjobb adaptált forgatókönyv | A határ törvényei (2021)    | Elnyerte | [ 11 ] |

Európai Filmdíj
| Év   | Kategória               | Jelölt              | Eredmény |
| ---- | ----------------------- | ------------------- | -------- |
| 2010 | legjobb forgatókönyvíró | 211-es cella (2009) | Jelölve  |

## Fordítás
- Ez a szócikk részben vagy egészben  a   Jorge Guerricaechevarría című angol Wikipédia-szócikk ezen változatának fordításán alapul.  Az eredeti cikk szerkesztőit annak laptörténete sorolja fel. Ez a jelzés csupán a megfogalmazás eredetét és a szerzői jogokat jelzi, nem szolgál a cikkben szereplő információk forrásmegjelöléseként.